# 路易斯堡 (明尼蘇達州)
路易斯堡（英語：Louisburg）是一個位於美國明尼蘇達州拉基帕爾縣的城市。

## 歷史
路易斯堡於1887年成立，翌年設立郵局，該郵局於1992年停運。

## 人口
根據2020年美國人口普查的數據，路易斯堡的面積為0.66平方千米，皆為陸地。當地共有人口31人，而人口密度為每平方千米47人。